# 穆卡拉巴-杜杜國家公園
2°26′S 10°25′E / 2.43°S 10.42°E
穆卡拉巴-杜杜國家公園是加蓬的國家公園，面積4,500平方公里，在2005年10月20日列入世界遺產預備名單，該地區以熱帶潮濕的森林和稀樹草原為主。